# 클리프 오스몬드

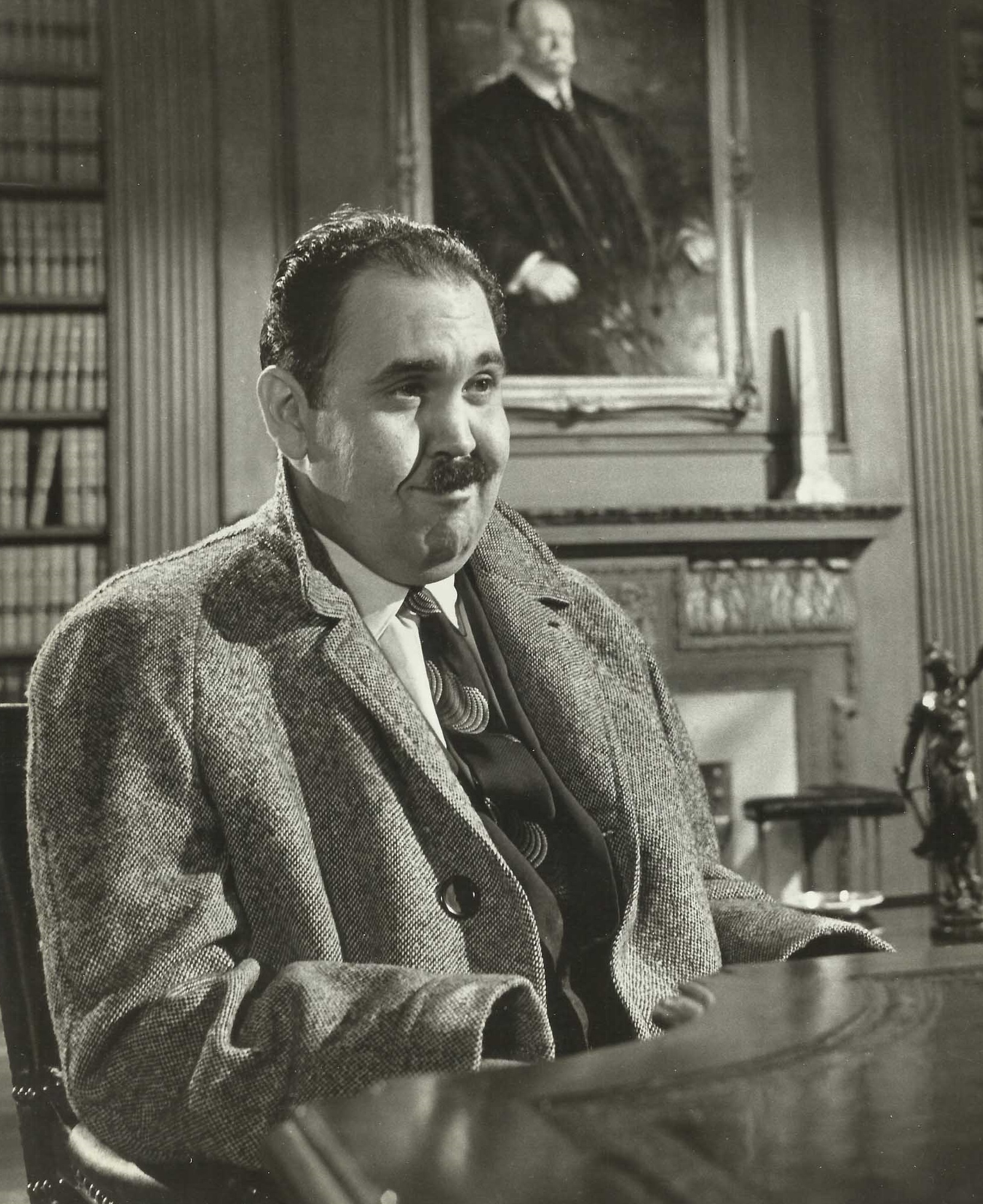

클리프 오스몬드(Cliff Osmond, 1937년 2월 26일 ~ 2012년 12월 22일)는 미국의 배우, 텔레비전 배우, 영화배우이다.
저지시티에서 태어났으며 퍼시픽팰리세이즈에서 사망하였다. 사인은 췌장암이다.

## 영화
- 히 스탠드 (1996년)
- 허클베리 핀의 모험 (1981년) - 팝 역
- 애플 덤플링 갱 2 (1979년)
- 특종 기사 (1974년)
- 인베이젼 오브 더 비 걸스 (1973년)
- 오클라호마 유전 (1973년)
- 119 구조대 (1972년)
- 8인의 마피아 (1969년)
- 포춘 쿠키 (1966년) - 퍼키 역
- 키스 미 스투피드 (1964년)
- 당신에게 오늘 밤을 (1963년)
- 추격 (1959년)
- 딜론 보안관 (1955년)